# Dunai Mónika
Dunai Mónika (Budapest, 1966. szeptember 21. –) magyar-francia szakos általános és középiskolai tanár, a Fidesz politikusa. 1990 óta öt alkalommal választották meg Budapest XVII. kerületében önkormányzati képviselőnek, 2006 óta az önkormányzati Fidesz-frakció vezetője, a Rákosmenti Erőforrás Bizottság elnöke. A 2014-es és 2018-as országgyűlési választáson a Fidesz-KDNP jelöltjeként országgyűlési képviselővé választották A 2022-es országgyűlési választáson ismét a körzet országgyűlési képviselőjévé választották Budapest 14. számú választókerületében (X. és XVII. kerület).

## Élete, munkahelyei
Budapest XVII. kerületében él, Rákoscsabán nőtt fel. 1985-ben a Fürst Sándor Gimnáziumban érettségizett.
Tanulmányait az ELTE Tanárképző Főiskolai Karán (ELTE-TFK) folytatta, 1990-ben szerzett oklevelet, mint magyar-orosz szakos általános iskolai tanár. 1995-ben az ELTE Bölcsészettudományi Karán francia szakos nyelvtanár szakon diplomázott, majd tovább folytatta a tanulmányait az ELTE BTK-n és 1999-ben újabb diplomát szerzett, mint francia nyelv és irodalom szakos középiskolai tanár. 2003-ban a Miskolci Egyetem BTK-n megkezdte az Irodalomtudományi Doktori Iskola PhD doktori képzését (abszolutórium).
1990-től 1999-ig a Szabadság Sugárúti Általános Iskolában, 2000 és 2011 között a Gregor József Általános Iskolában tanított, majd két évig a VI. kerületi polgármesteri hivatal Oktatási és Közművelődési Osztályát vezette. 2013-tól országgyűlési képviselővé választásáig a rákosligeti Gregor József Általános Iskola igazgatóhelyettese volt. A Rákosmenti Irodalmi Műhely alapító elnökségi tagja.
2002–2004-ig a Miskolci Egyetem BTK ‘Szabó Lőrinc Baudelaire-fordításai’ szeminárium vezetője volt.

## Politikai pályafutása
1990. március 12. óta Fidesz tag (jelenleg[mikor?] választókerületi elnök). 1990 és 2002 között 3 ciklusban Budapest Főváros XVII. kerület Rákosmente Önkormányzatának Képviselő-testületi tagja, az Ügyrendi és Etikai Bizottság elnöke, az Oktatási Bizottság, valamint a Művelődési és Tájékoztatási Bizottság tagja. 2006-2010-ig Rákoscsaba városrész 14. evk. választott képviselője és az Oktatási, kulturális és civil kapcsolatok tanácsnoka. 2010-2014-ig Rákoscsaba városrész 11. evk. választott képviselője. 2006 óta frakcióvezető, a Fidesz képviselőcsoportjának vezetője. 2010 óta a Rákosmenti Erőforrás Bizottság elnöke.
1992 óta a Rákosligeti Polgári Kör és 1993 óta a Rákoscsabai Polgári Kör alapító tagja. 1999 óta a Rákosmenti Irodalmi Műhely alapító tagja. 2006 óta a Rákoscsabáért Közhasznú Egyesület tagja, a Csekovszky Árpád Művészeti Közalapítvány kuratóriumi tagja és a XVII. Kerületért Egyesület tagja. 2007-ben hozta létre a Rákosmenti Civil Kerekasztalt, amely közel száz rákosmenti civil szervezetet tömörít.
A 2014-es országgyűlési választáson a Fidesz-KDNP jelöltjeként országgyűlési képviselővé választották Budapest 14. számú választókerületében (X. és XVII. kerület). Azóta a Törvényalkotási Bizottság, a Kulturális Bizottság, és a Nemzeti Összetartozás Bizottságának a tagja. 2014 novemberétől a Fidesz parlamenti képviselőcsoportjának a szóvivője.
A 2018-as országgyűlési választáson 41,25%-os arányban ismét megválasztották országgyűlési képviselőnek.